# Alexander von Humboldt
Friedrich Wilhelm Heinrich Alexander von Humboldt (n. 14 septembrie 1769, Berlin, Sfântul Imperiu Roman – d. 6 mai 1859, Berlin, Regatul Prusiei) a fost un geograf și naturalist german, care a contribuit la formarea geografiei ca disciplină științifică. Cercetările sale s-au extins și în afara Europei, de exemplu în America de Sud, SUA și Asia centrală. Von Humboldt a întreprins cercetările sale personal, având cunoștințe din domeniul fizicii, chimiei, geologiei, mineralogiei, vulcanologiei, botanicii, zoologiei, climatologiei, oceanografiei, astronomiei și demografiei.
Prin cercetările sale a devenit foarte popular în Germania, susținând prelegeri publice și fiind considerat un Aristotel și Columb al epocii sale.
A elucidat aspectele disputate de Volta și Galvani referitoare la originea diferențelor de potențial electric. A stimulat orientarea spre fizică a matematicianului Gauss.

## Publicații
- Le voyage aux régions equinoxiales du Nouveau Continent, fait en 1799-1804, par Alexandre de Humboldt et Aimé Bonpland (Paris, 1807, etc.), era reprezentat de 30 de fișete în 4 volume și cuprindea un număr considerabil de lucrări.

Printre acestea fac parte:
- Vue des Cordillères et monuments des peuples indigènes de l'Amérique (1810);
- Examen critique de l'histoire de la géographie du Nouveau Continent (1814–1834);
- Atlas géographique et physique du royaume de la Nouvelle Espagne (1811);
- Essai politique sur le royaume de la Nouvelle Espagne (1811);
- Essai sur la géographie des plantes (1805);
- Relation historique du Voyage aux Régions équinoxiales du Nouveau Continent (1814–1825)
- Monographie des melastomacées (1833)

- 1805-1833: Cuvier, Latreille, Valenciennes y Gay-Lussac cooperaron en el “Recueil d'observations de zoologie et d'anatomie comparée”.
- 1805-1832: “Recueil d'observations zoologie et d'anatomie comparée”
- 1808: “Ansichten der Natur”
- 1815-1825: “Nova genera et species plantarum”
- 1848-1858: “Cosmos”
- 1808: “Recueil d'observations astronomiques”.

## Galerie de imagini

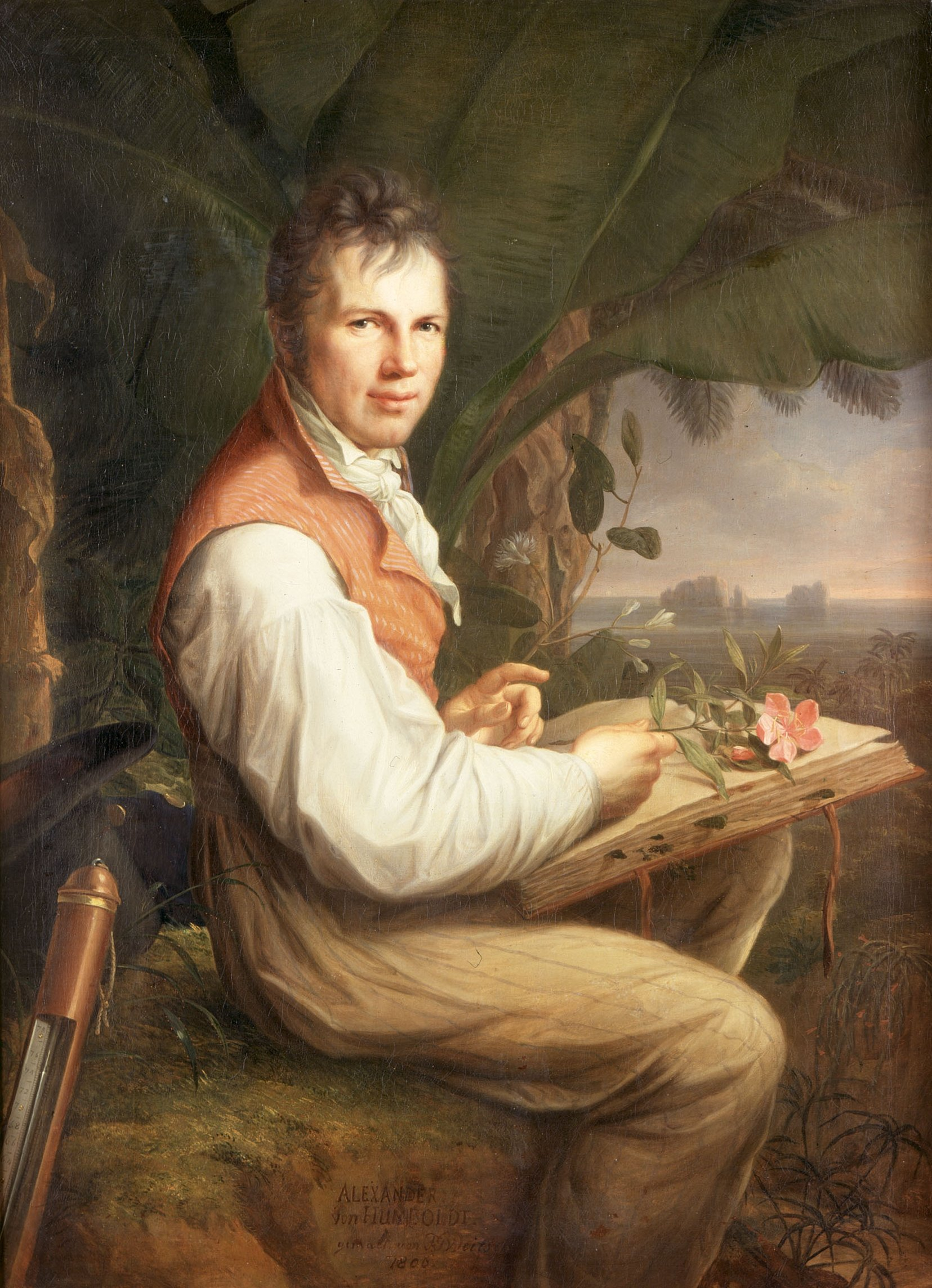
Alexander von Humboldt de Friedrich Georg Weitsch, 1806
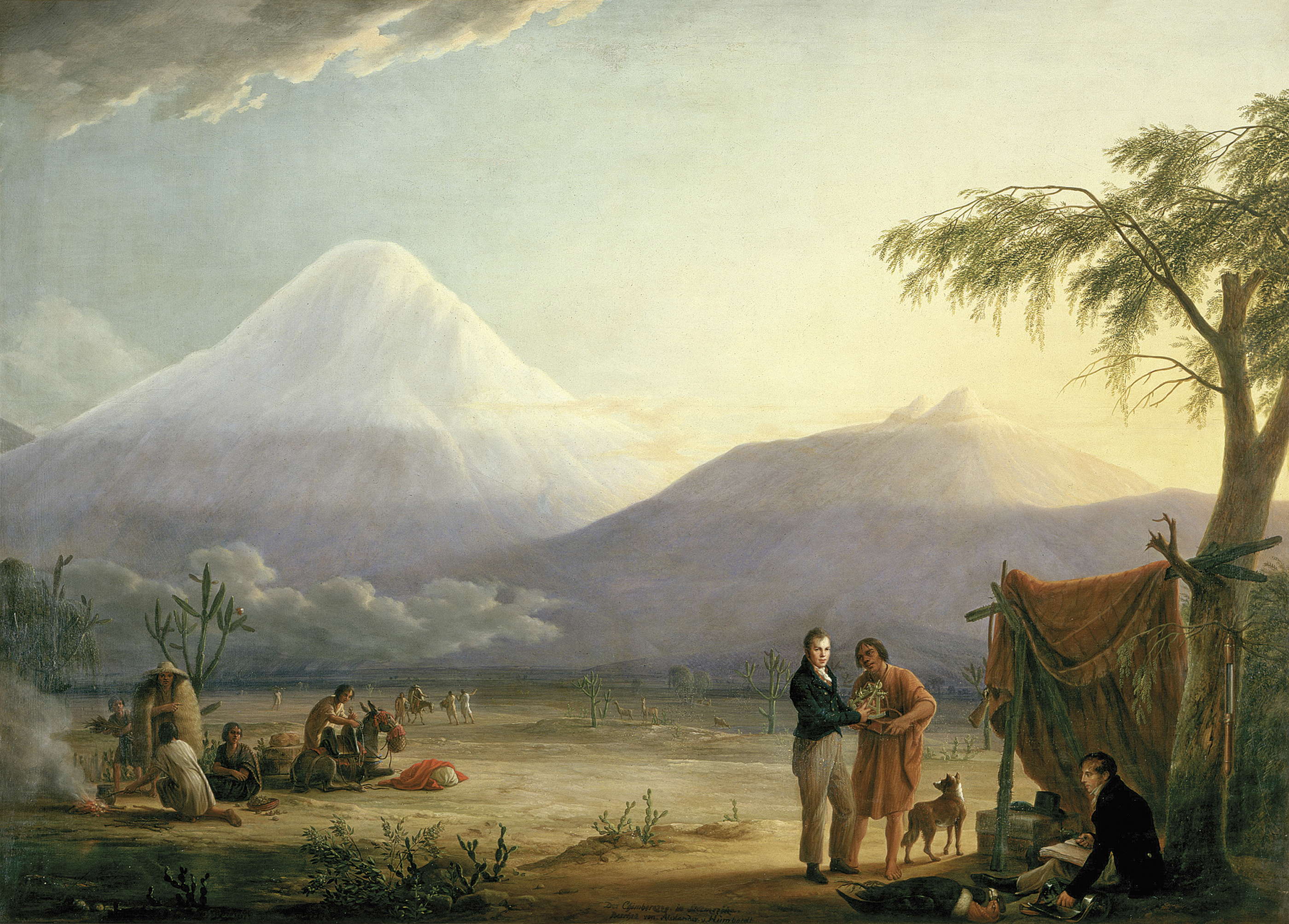
Humboldt şi Aimé Bonpland la poalele vulcanului Chimborazo, pictură de Friedrich Georg Weitsch (1810)